# Mulheres na África do Sul
As mulheres na África do Sul são cerca de 29,290,888 (2017) mulheres e representam 50.7% (2017) da população da África do Sul.
Em geral, todos os grupos raciais e étnicos na África do Sul têm crenças antigas sobre os papéis de gênero, e a maioria se baseia na premissa de que mulheres são menos importantes ou menos merecedoras de poder, do que homens. Algumas organizações sociais tradicionais africanas são centradas nos homens e dominadas pelos homens. As crenças religiosas também incluem uma forte ênfase na noção teórica de que as contribuições das mulheres para a sociedade devem normalmente ser aprovadas por homens ou em nome delas. O sexismo moderno e o cristianismo foram introduzidos na África do Sul pelos ancestrais da diáspora africâner.

## Mulheres eApartheid
O Apartheid, o sistema de segregação racial e étnica introduzido na África do Sul em 1948, tinha como objetivo imediato controlar os homens negros de modo que se tornassem empregados dos brancos nas cidades, enquanto a mulher negra permaneceria no campo, nas "reservas" étnicas rurais, conhecidas como "pátrias" ou "bantustões"; o Apartheid dependia do trabalho das mulheres africanas, enquanto os homens negros migravam para o trabalho, as mulheres mantinham suas famílias no campo cada vez mais superlotado e desolado, reproduzindo a força de trabalho a baixo custo ; as mulheres “de cor” (mestiças) e também as indianas eram igualmente acusadas de reprodução social em um local apertado, em áreas rurais e urbanas segregadas. As mulheres brancas tinham exclusivamente a franquia e a liberdade de movimento, mas também eram limitadas pelas leis sexualmente repressivas.
As mulheres se tornaram a principal fonte de resistência a muitas restrições relacionadas à raça durante a era do apartheid, especialmente as leis que exigiam que os africanos carregassem documentos que permitissem estar em áreas ocupadas por brancos. A Defesa das Mulheres da Liga da Constituição, mais tarde conhecida como Faixa Negra, foi formada em 1955, primeiro para se manifestar contra essas leis e depois para ajudar os transgressores da Lei do passe.
A visão de gênero e produção do Apartheid de produção e reprodução social enfrentou resistência contínua e, finalmente, fracassou; as mulheres africanas passaram cada vez mais das áreas rurais para os centros urbanos, apesar das leis que limitam sua mobilidade e algumas mulheres se organizaram através de linhas étnicas e raciais. Em toda a África do Sul, através de linhas de raça e classe, as mulheres ativistas se reuniram para resistir ao apartheid; enquanto também trabalhavam com homens, as mulheres se organizavam particularmente como mães - uma resposta adequada a um regime enraizado na reestruturação de famílias.

## Casamento e vida familiar
Até o final do século 20, os direitos das mulheres casadas permaneciam restritos por lei. A lei da família mudou gradualmente ao longo do século XX, com as mulheres brancas sendo as primeiras a obter direitos, e as negras nos casamentos costumeiros, as últimas. A lei do casamento, na maior parte do século XX, se baseou no conceito de direito romano-holandês de poder conjugal do marido, uma doutrina em termos da qual uma esposa era legalmente uma "incapacidade" sob o usufruto de tutoria (tutela usufructuaria) de seu marido. O poder conjugal incluía o poder do marido de administrar a propriedade separada da esposa e a propriedade da comunidade. A esposa não podia deixar um testamento, firmar um contrato, processar ou ser processada, em seu próprio nome ou sem a permissão do marido.
O relatório da Comissão de Deficiência Jurídica da Mulher em 1949 levou à promulgação da Lei de Assuntos Matrimoniais em 1953, que melhorou o status legal das esposas restringindo o poder conjugal, mas não o aboliu. A Lei da Propriedade Matrimonial de 1984 a aboliu prospectivamente (isto é, para casamentos contratados após a entrada em vigor da lei), mas não para casamentos entre  pessoas negras. Uma emenda em 1988 a aboliu prospectivamente para casamentos de negros de acordo com a lei civil, mas não para casamentos contratados de acordo com o direito consuetudinário; uma emenda adicional em 1993 revogou o poder conjugal de todos os casamentos civis, sempre que contratados. O poder conjugal persistiu, no entanto, em Transkei (que era nominalmente independente de 1976 a 1994), mas foi considerado inconstitucional para casamentos civis pelo Alto Tribunal de Transkei em 1999. Em 2000, quando entrou em vigor, a Lei de Reconhecimento de Casamentos Costumeiros de 1998, aboliu o poder conjugal de todos os casamentos sob o direito consuetudinário em toda a África do Sul. Outras mudanças importantes promulgadas pela legislação do século XX incluem a abolição do conceito de restituição de direitos conjugais pela Lei do Divórcio de 1979 (Lei nº 70 de 1979), Seção 14, bem como promulgou várias leis específicas contra a violência doméstica nos anos 90. A África do Sul proibiu o estupro conjugal em 1993. O século XXI viu concepções diferentes sobre o casamento: em 2006, a África do Sul se tornou o quinto país do mundo a permitir casamento entre pessoas do mesmo sexo.
Na África do Sul, a prática de casamento por captura, é conhecido sob o nome de ukuthwala e é o costume de sequestrar meninas jovens e forçá-las a se casar, geralmente com o consentimento de seus pais. Essa prática ocorre principalmente nas áreas rurais, em particular no Cabo Oriental e no KwaZulu-Natal. As meninas vítimas dessa prática são frequentemente menores de idade.

## Statusde mulheres e meninas
Em 2015, a Assembleia Geral das Nações Unidas (AGNU), a SABC e a ONE lançaram a Strong Girl Campaign , com o objetivo de envolver os sul-africanos na importância do governo sul-africano de colocar mulheres e meninas no centro de seus compromissos na AGNU, onde novos objetivos de desenvolvimento seriam acordados. A AGNU discutiu os novos Objetivos de Desenvolvimento Sustentável (ODS), que direcionariam os esforços de desenvolvimento mundial pelos próximos 15 anos.O governo sul-africano produziu várias políticas e legislação em busca do empoderamento das mulheres. Por exemplo, a Constituição inclui a Seção 9, que promove a igualdade para todas as pessoas e a liberdade da discriminação, e a Lei da Equidade no Emprego, no 55 (1998), que se esforça para alcançar a igualdade no local de trabalho, promovendo um tratamento justo no emprego. O status das mulheres na África do Sul continua a ser complicado até agora, mas graças à ONU e ao governo da África do Sul, algumas melhorias foram feitas, apesar das melhorias, ainda há muito mais que ainda precisa de mais investimentos em programas para capacitar mulheres e meninas, a fim de melhorar seu status e oportunidades.

## Saúde

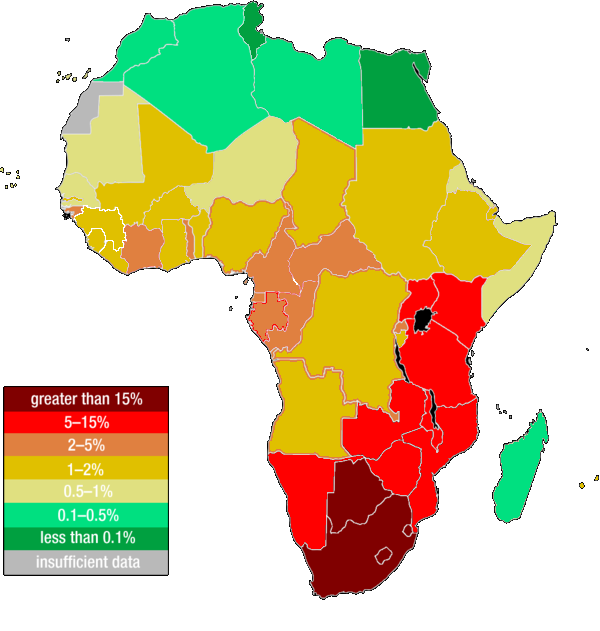
Prevalência estimada de HIV entre adultos de 15 a 49 anos por país em 2007

Construções sociais e expectativas desempenham um papel importante na atividade sexual das mulheres sul-africanas, na saúde sexual e em sua vulnerabilidade à exposição às DST.
As infecções sexualmente transmissíveis (DST) são uma grande preocupação para a saúde pública, especialmente nos países em desenvolvimento onde o risco de transmissão do vírus da imunodeficiência humana (HIV) é alto. O HIV/AIDS na África do Sul é um problema muito sério. O país tem a quarta taxa global de infecção: em 2016, 18,90% dos adultos de 15 a 49 anos viviam com HIV/AIDS. Apenas Suazilândia, Lesoto e Botsuana têm uma taxa mais alta. As mulheres são muito mais propensas a serem infectadas; entre as mulheres, verificou-se que são mulheres sul-africanas mais velhas que são casadas ou coabitam com um parceiro que são do grupo de maior risco para exposição ao HIV. Um estudo concluiu que isso é resultado de uma desigualdade entre homens e mulheres que deixa as mulheres, que têm menos poder no relacionamento, incapazes de solicitar ou negociar o uso de preservativos com seus parceiros.
Em um artigo da Organização Mundial da Saúde, especialistas analisaram dados para apresentar estimativas da prevalência, em um determinado dia, de DSTs entre mulheres na zona rural da África do Sul e a proporção que é assintomática, sintomática, mas sem procura atendimento, e sintomática quem busca atendimento. O estudo constatou que a maioria das mulheres com DSTs na África do Sul permaneceu sem tratamento porque as mulheres não apresentavam sintomas óbvios ou, mesmo quando apresentavam, os sintomas não eram reconhecidos nem tratados. O estudo concluiu que o aprimoramento do gerenciamento de casos sozinho "é, portanto, improvável que tenha um grande impacto na saúde pública. Melhorar o tratamento dos parceiros e a conscientização das mulheres sobre os sintomas é essencial, enquanto o potencial do tratamento em massa de DST precisa ser explorado".
Na África do Sul, uma mulher de qualquer idade pode fazer um aborto mediante solicitação, sem motivos, se estiver com menos de 13 semanas de gravidez. Se ela tiver entre 13 e 20 semanas de gravidez, poderá fazer o aborto se:

- (a) estiver em risco sua própria saúde física ou mental,
- (b) o bebê tiver anormalidades mentais ou físicas graves,
- (c) estiver grávida por causa de incesto,
- (d) está grávida por estupro,
- (e) é da opinião pessoal de que sua situação econômica ou social é motivo suficiente para o término da gravidez. Se ela tiver mais de 20 semanas de gravidez, ela poderá fazer o aborto somente se a vida dela ou do feto estiver em perigo ou se houver defeitos de nascimento graves.

Em geral, apenas médicos podem realizar abortos. Enfermeiras que receberam treinamento especial também podem realizar abortos até a 12ª semana de gravidez. Um aborto induzido por medicamento pode ser realizado por qualquer médico em suas instalações até 7 semanas a partir do primeiro dia do último período menstrual. O método usual é uma dose de antiprogestina, seguida por uma dose de análogo de prostaglandina dois dias depois.
Desde a legalização do aborto sob demanda, houve uma diminuição nas mortes por abortos, mas o número de mortes pós-aborto ainda é bastante alto, de acordo com estatísticas coletadas na província de Gauteng - 5% das mortes maternas após o parto são aborto 57% deles estão relacionados a abortos ilegais.

## Violência
A taxa de violência sexual na África do Sul está entre as mais altas do mundo. Em 1993, a África do Sul proibiu o estupro conjugal. A Emenda da Lei de Direito Penal (Ofensas Sexuais e Assuntos Relacionados), 2007 é um ato jurídico abrangente, que proíbe e pune a violência sexual. Apesar da forte estrutura legal, a violência sexual é muito comum na África do Sul; em um estudo, um em cada quatro homens admitiu ter cometido estupro. Estima-se que existam cerca de 600.000 vítimas de estupro por ano no país. Most cases are not reported to authorities.
Durante 2015/16, houve 51.895 crimes de natureza sexual relatados ao Serviço de Polícia da África do Sul.

## Galeria

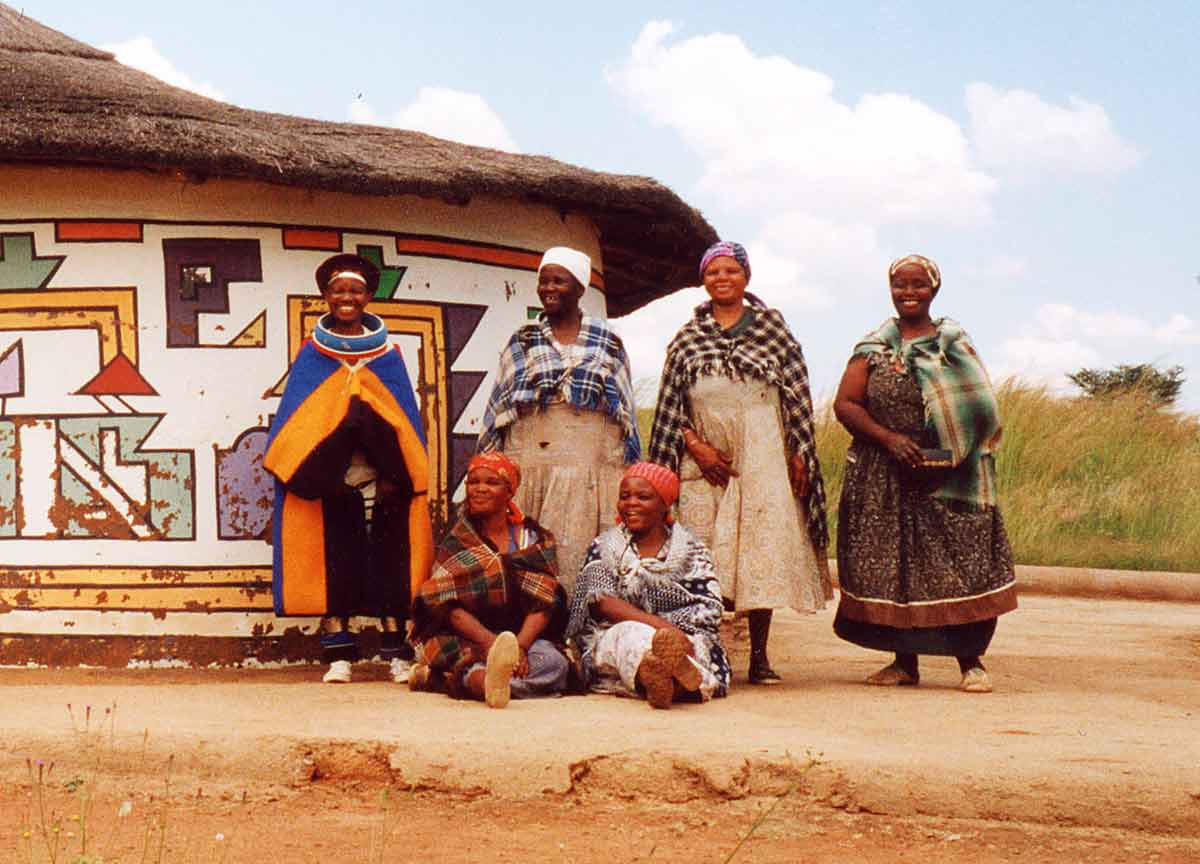
Mulheres na vila cultural de andebele, Loopspruit, Gauteng
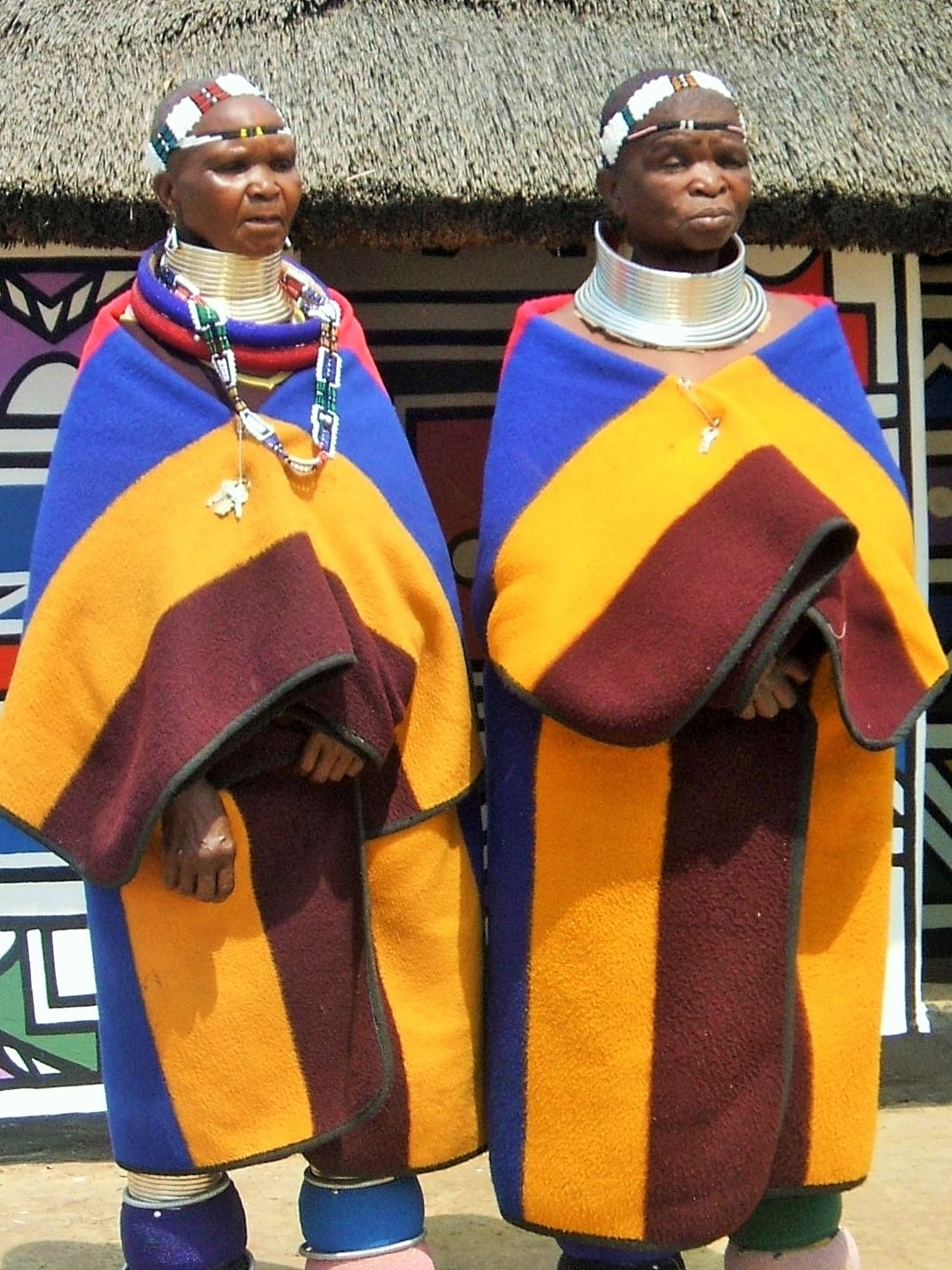
Mulheres andebele em frente à sua cabana em Botshabelo
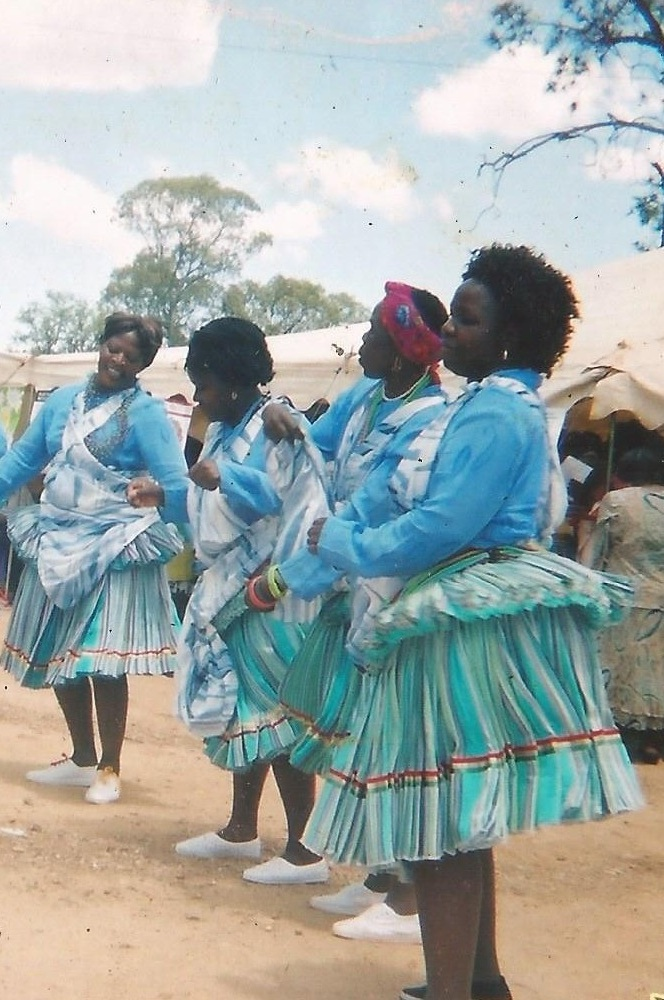
Mulheres tsongas com os trajes típicos para a dança xibelani
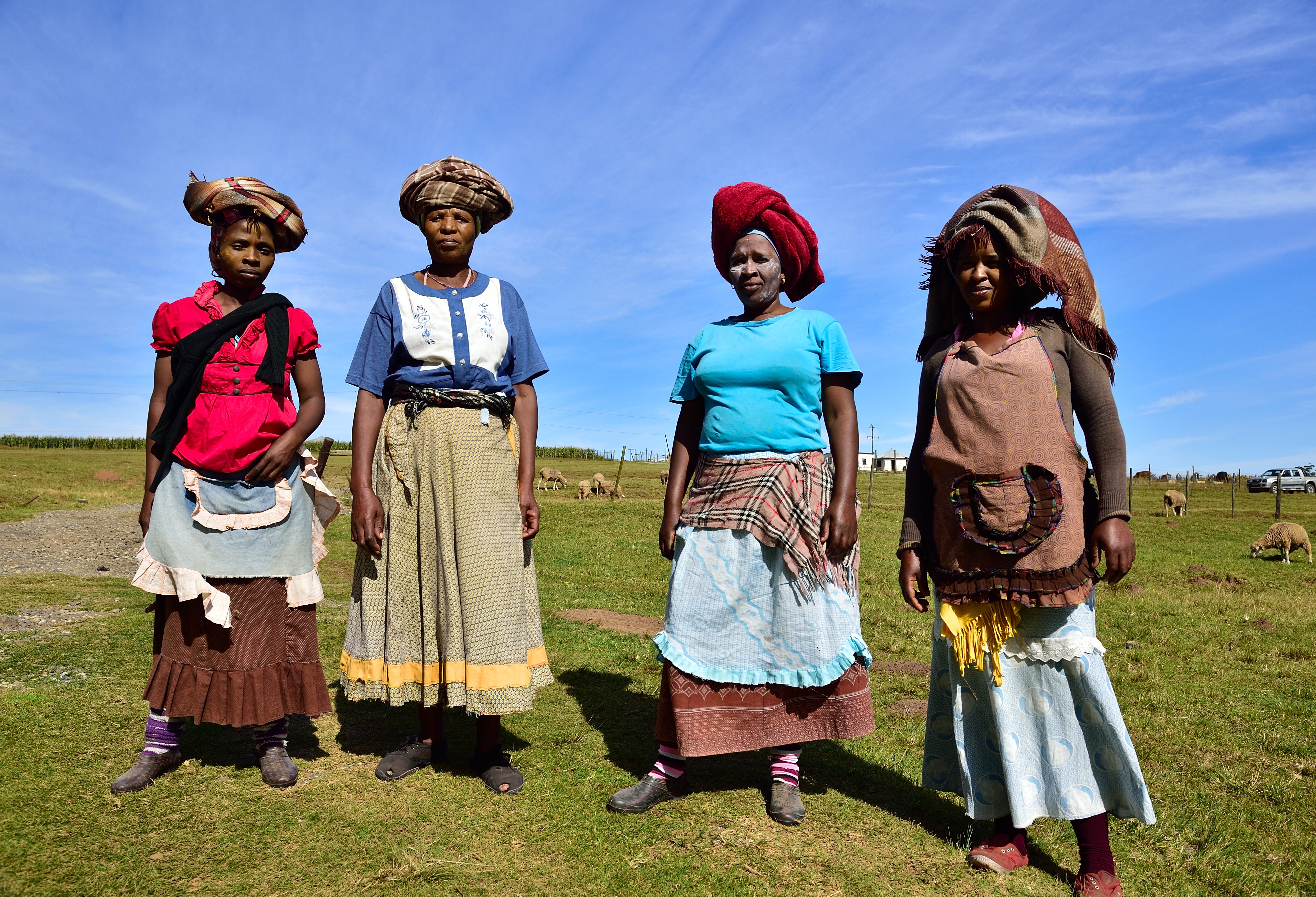
Mulheres xossas
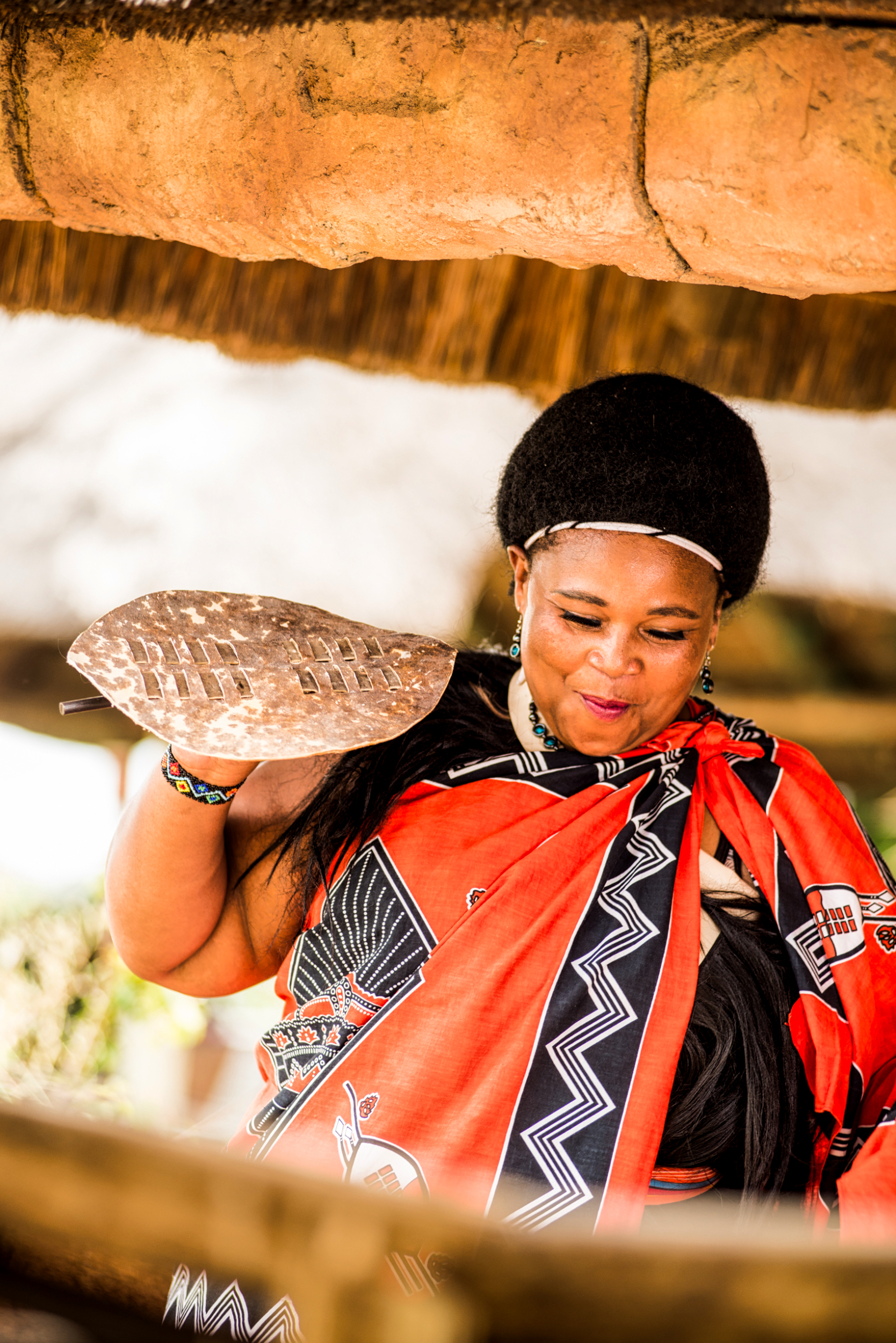
Mulher suázi dançando